# Serro d'Ustra e Fiumara Butrano
Serro d'Ustra e Fiumara Butrano este o arie protejată (arie specială de conservare — SAC, sit de importanță comunitară — SCI) din Italia întinsă pe o suprafață de 2.045 ha, integral pe uscat.

## Localizare
Centrul sitului Serro d'Ustra e Fiumara Butrano este situat la coordonatele 38°06′56″N 16°01′19″E / 38.115556°N 16.021944°E.

## Înființare
Situl Serro d'Ustra e Fiumara Butrano a fost declarat sit de importanță comunitară în septembrie 1995 pentru a proteja 9 specii de animale. Situl a fost protejat și ca arie specială de conservare în aprilie 2018.

## Biodiversitate
Situată în ecoregiunea mediteraneană, aria protejată conține 9 habitate naturale: Păduri de Quercus ilex și Quercus rotundifolia, Pante stâncoase calcaroase cu vegetație casmofită, Păduri panonice-balcanice de stejar turcesc - stejar sesil, Păduri aluvionare cu Alnus glutinosa și Fraxinus excelsior (Alno-Padion, Alnion incanae, Salicion albae), Pseudostepă cu ierburi și specii anuale de Thero-Brachypodietea, Râuri mediteraneene cu debit permanent și vegetație de Glaucium flavum, Păduri de pin (sub-) mediteraneene cu pini negri endemici, Păduri de Castanea sativa, Galerii și tufărișuri riverane sudice (Nerio-Tamaricetea și Securinegion tinctoriae).
La baza desemnării sitului se află mai multe specii protejate:
- păsări (6): potârnichea de stâncă (Alectoris graeca), acvilă de munte (Aquila chrysaetos), șerpar (Circaetus gallicus), cuc (Cuculus canorus), sfrâncioc roșiatic (Lanius collurio), viespar (Pernis apivorus)
- mamifere (2): lupul (Canis lupus), liliac cărămiziu (Myotis emarginatus)
- nevertebrate (1): croitorul mare al stejarului (Cerambyx cerdo)

Pe lângă speciile protejate, pe teritoriul sitului au mai fost identificate 4 specii de plante, 1 specie de amfibieni, 5 specii de mamifere, 2 specii de nevertebrate, 5 specii de reptile.